# Мидзусима, Сэйдзи
Сэйдзи Мидзусима (яп. 水島 精二 Мидзусима Сэйдзи, род. 28 января 1966) — японский режиссёр аниме. Самыми известными его работами являются аниме-сериалы «Шаман Кинг» и «Стальной алхимик».
Его первый режиссёрский проект Fullmetal Alchemist: Conqueror of Shamballa, получил 60-ю кинопремию Mainichi Film Award for Best Animation Film за лучший анимационный фильм. В 2015 году получил индивидуальную премию на 20-м конкурсе анимационных фильмов «Animation Kobe».

## Биография
Сэйдзи Мидзусима долгое время не знал, кем он хочет работать после выпуска из школы. В старшей школе он стал увлекаться аниме во многом благодаря сериалу Gundam и тогда же решил связать свою будущую карьеру с анимацией. Особое влияние на него оказали работы Ёсинори Канады. Так как ранее Мидзусима не увлекался рисованием, в старшей школе он вместе с другом пошёл на курсы, однако быстро разочаровался и решил искать другой путь в индустрию. Несмотря на это, он всё равно ходил на курсы на протяжении двух лет, так как родители не разрешали ему бросить занятия.
Сэйдзи Мидзусима закончил Токийскую школу дизайна и затем присоединился к Tokyo Animation Film. Занимаясь фотографиями к «Дораэмону» и Obocchama-kun, он обучался под руководством оператора-постановщика Масахиро Кумагая. Позже работал ассистентом в компании Sunrise, где познакомился с будущим президентом студии BONES Минами. После ухода из компании занимался кат-сценами для видеоигр, а затем переключился на анимацию.
Именно Минами предложил ему работу над аниме «Стальной алхимик». Поначалу Мидзусима не сильно заинтересовался проектом, так как после прочтения первого тома манги счёл произведение типичным сёнэном, но его мнение сильно изменилось после второго тома, где поднимались более тяжёлые темы, что заставило его сразу же согласиться на работу с этим произведением.
В ходе создания Gundam 00 Мидзусиме приходилось работать так упорно, что часто не получалось даже уходить ночевать домой.
В 2011 году он был членом жюри «Young Animator Training Project 2011», организованном японской ассоциацией создателей анимации. Его полнометражный фильм Hula Fulla Dance, вышедший в 2021 году, стал частью программы Zutto Ouen 2011+10, посвящённой памяти пострадавших в ходе Великого землетрясения в Тохоку в 2011 году.
В ходе создания D4DJ First Mix режиссёр использовал собственный опыт работы диджеем.
Хотя дебют Мидзусимы в качестве режиссёра состоялся в экшн-произведениях, сам он признаётся, что больше предпочитает произведения об обычных буднях, хотя такие предложения ему поступают редко. В своей работе он использует как 2D, так и 3D анимацию.
Мидзусима активен в социальных сетях и временами занимается эгосёрфингом, читая в интернете отзывы о себе и своих работах. Он также является частым гостем конвентов как в Японии, так и за её пределами.

## Фильмография

### Аниме-сериалы
- «Евангелион» (1995—1996): режиссёр 9-й серии;
- «Рубаки Next» (1996): режиссёр (совместно);
- Generator Gawl (1998): режиссёр[11];
- Dai-Guard (1999): режиссёр, раскадровка[12];
- «Шаман Кинг» (2001): режиссёр, раскадровка;
- «Стальной алхимик» (2003): режиссёр;
- Brave King GaoGaiGar Final Grand Glorious Gathering (2005): раскадровка;
- Mobile Suit Gundam 00 (2007): режиссёр;
- Madara: помощник режиссёра;
- Hanamaru Youchien (2010): режиссёр.
- Un-Go (2011): режиссёр
- Aikatsu (2012), руководитель проекта
- Natsuiro Kiseki (2012), режиссёр
- BlazBlue: Alter Memory (2013), помощник режиссёра
- Concrete Revolution (2015), режиссёр
- Wooser's Hand-to-Mouth Life (2015), режиссёр
- Beatless (2018), режиссёр
- D4DJ First Mix (2020), режиссёр[13]

### OVA
- «Солдаты будущего» (2001): режиссёр, раскадровка.
- Fullmetal Alchemist: Premium Collection (2006), режиссёр[14]

### Анимационные фильмы
- Fullmetal Alchemist: Conqueror of Shamballa (2005): режиссёр
- Un-Go (2011): режиссёр
- Expelled from Paradise (2014): режиссёр
- Mobile Suit Gundam 00 the Movie: A Wakening of the Trailblazer (2010): режиссёр
- Hula Fulla Dance (2021): режиссёр

## Комментарии
1. ↑  В XX веке готовые кадры анимации фотографировали на плёнку, таким образом должность оператора понималась буквально.